# Jan Hariot
Jan Hariot (Amsterdam, 22 mei 1955) is een Nederlandse radio-dj.
Hariot begon op de middelbare school al met het maken van radioprogramma's op cassette voor klasgenoten. Zijn échte radio-debuut maakte hij eind 1973 als eenmalig gast-dj in het programma Welkom op 538 bij Radio Veronica. Bart van Leeuwen is destijds ook via dat programma bij Radio Veronica begonnen.
Na jarenlang te hebben gedraaid bij een ziekenomroep in een verpleeghuis in Leiderdorp, startte Jan in 1980 als nachtbraker tussen 3 en 4 uur 's morgens bij de KRO in het programma Half-weg op Hilversum 1. Jan was in opleiding als diskjockey bij Hilversum 3, maar dat is uiteindelijk niets geworden. De laatste uitzending van Half-weg was op 29 mei 1981 waarna de nachtuitzending werd overgenomen door Peter van Dam.
Daarna presenteerde Hariot bijna een decennium lang het programma Bouwjaar 55 bij Radio Leiderdorp.
Hariot kwam op uitnodiging van Ton Wibier eens langs in Club 192 op de donderdagavond bij Radio 192 en is daarna blijven hangen. Het was voor beide mannen hun eerste duo-presentatie. Ook maakte hij samen met Ton het programma The Roaring Sixties met daarin wekelijks de Engelse, Nederlandse en Amerikaanse top 40; een programma dat nog altijd op het verlanglijstje van beide programmamakers staat.
Na 5 jaar programma's te hebben gemaakt bij Radio Mi Amigo 192 maakt hij sinds mei 2010 een (hernieuwde) uitgave van Bouwjaar 55, iedere zaterdag- en zondagochtend bij Radio Extra Gold NL, dat in zijn thuisstudio in Oegstgeest wordt opgenomen.